# Baleix
Baleix est une commune française, située dans le département des Pyrénées-Atlantiques en région Nouvelle-Aquitaine.

## Géographie

### Localisation
La commune de Baleix se trouve dans le département des Pyrénées-Atlantiques, en région Nouvelle-Aquitaine.
Elle se situe à 25 km par la route de Pau, préfecture du département, et à 13 km de Morlaàs, bureau centralisateur du canton du Pays de Morlaàs et du Montanérès dont dépend la commune depuis 2015 pour les élections départementales.
La commune fait en outre partie du bassin de vie de Lembeye.
Les communes les plus proches sont : 
Anoye (2,0 km), Lespourcy (2,5 km), Momy (2,8 km), Sedze-Maubecq (2,9 km), Villenave-près-Béarn (3,0 km), Abère (3,9 km), Bédeille (4,1 km), Urost (4,6 km).
Sur le plan historique et culturel, Baleix fait partie de la province du Béarn, qui fut également un État et qui présente une unité historique et culturelle à laquelle s’oppose une diversité frappante de paysages au relief tourmenté.

### Communes limitrophes
Les communes limitrophes sont  Abère, Anoye, Lespourcy, Momy et Sedze-Maubecq.
|           | Anoye         |      |
| Abère     | Baleix        | Momy |
| Lespourcy | Sedze-Maubecq |      |

### Hydrographie

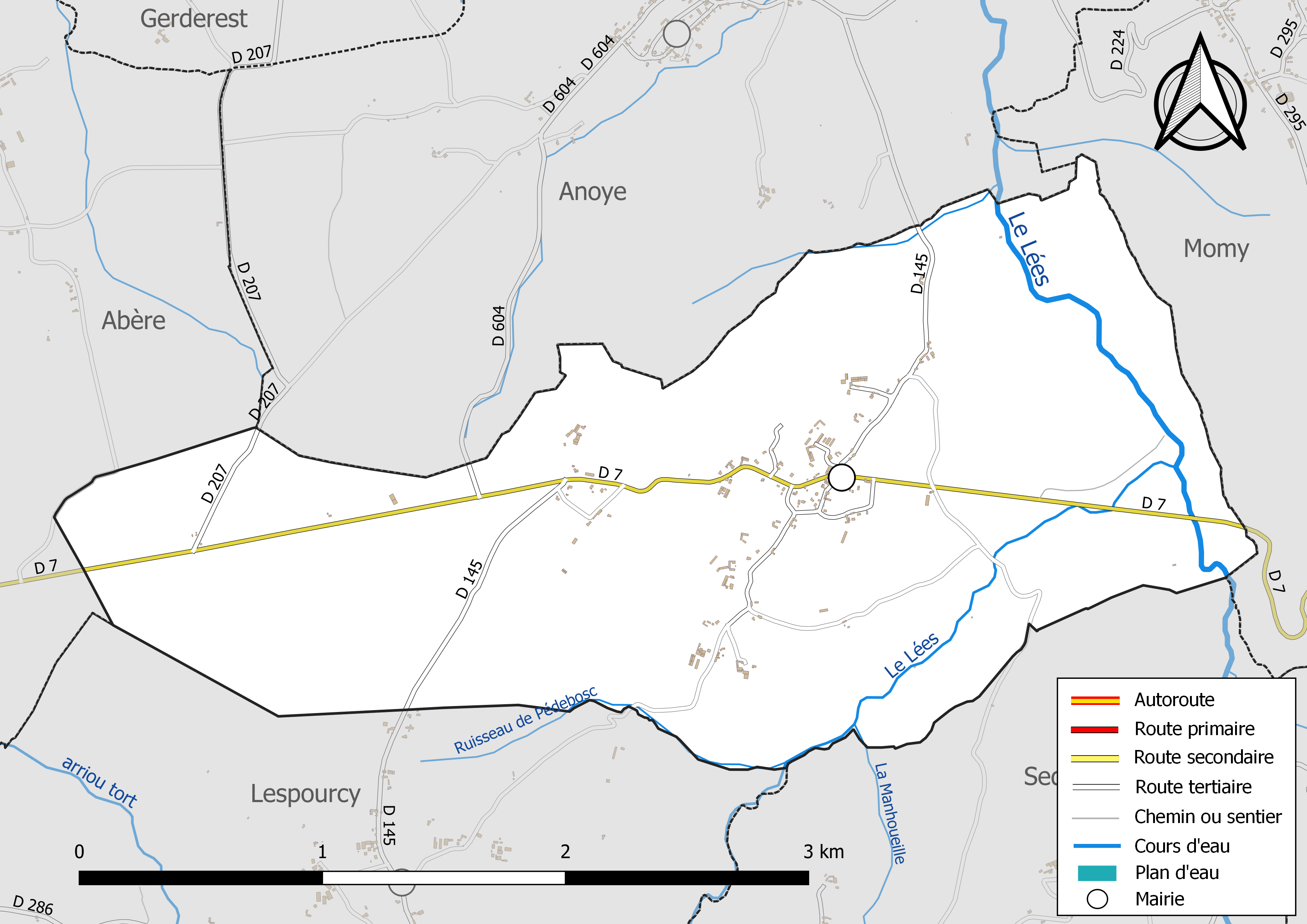
Réseaux hydrographique et routier de Baleix.

La commune est drainée par le Léez, le Laas, la Manhoueille, le ruisseau de Pédebosc, et par divers petits cours d'eau, constituant un réseau hydrographique de 6 km de longueur totale,.
Le Léez (56 km) prend sa source dans la commune de Gardères, s'écoule du sud vers le nord et traverse le territoire communal dans sa partie est. Il se jette dans l'Adour à Barcelonne-du-Gers, après avoir traversé 31 communes.
Le Lées (9 km), prend sa source dans la commune de Saubole et s'écoule vers le nord puis le nord-est. Il traverse la commune et se jette dans le Léez l'est du territoire communal.

### Climat
Pour des articles plus généraux, voir Climat de la Nouvelle-Aquitaine et Climat des Pyrénées-Atlantiques.
Historiquement, la commune est exposée à un climat de montagne.  
En 2020, Météo-France publie une typologie des climats de la France métropolitaine dans laquelle la commune est toujours exposée à un climat de montagne et est dans la région climatique Pyrénées atlantiques, caractérisée par une pluviométrie élevée (>1 200 mm/an) en toutes saisons, des hivers très doux (7,5 °C en plaine) et des vents faibles.
Pour la période 1971-2000, la température annuelle moyenne est de 12,7 °C, avec une amplitude thermique annuelle de 14,3 °C. Le cumul annuel moyen de précipitations est de 1 140 mm, avec 11,4 jours de précipitations en janvier et 8,4 jours en juillet. Pour la période 1991-2020, la température moyenne annuelle observée sur la station météorologique la plus proche, située sur la commune de Vic-en-Bigorre à 14,77 km à vol d'oiseau, est de 13,1 °C et le cumul annuel moyen de précipitations est de 937,3 mm,. Pour l'avenir, les paramètres climatiques de la commune estimés pour 2050 selon différents scénarios d'émission de gaz à effet de serre sont consultables sur un site dédié publié par Météo-France en novembre 2022.

### Milieux naturels et biodiversité
Aucun espace naturel présentant un intérêt patrimonial n'est recensé sur la commune dans l'inventaire national du patrimoine naturel,,.

## Urbanisme

### Typologie
Au 1er janvier 2024, Baleix est catégorisée commune rurale à habitat dispersé, selon la nouvelle grille communale de densité à sept niveaux définie par l'Insee en 2022.
Elle est située hors unité urbaine. Par ailleurs la commune fait partie de l'aire d'attraction de Pau, dont elle est une commune de la couronne,. Cette aire, qui regroupe 227 communes, est catégorisée dans les aires de 200 000 à moins de 700 000 habitants,.

### Occupation des sols

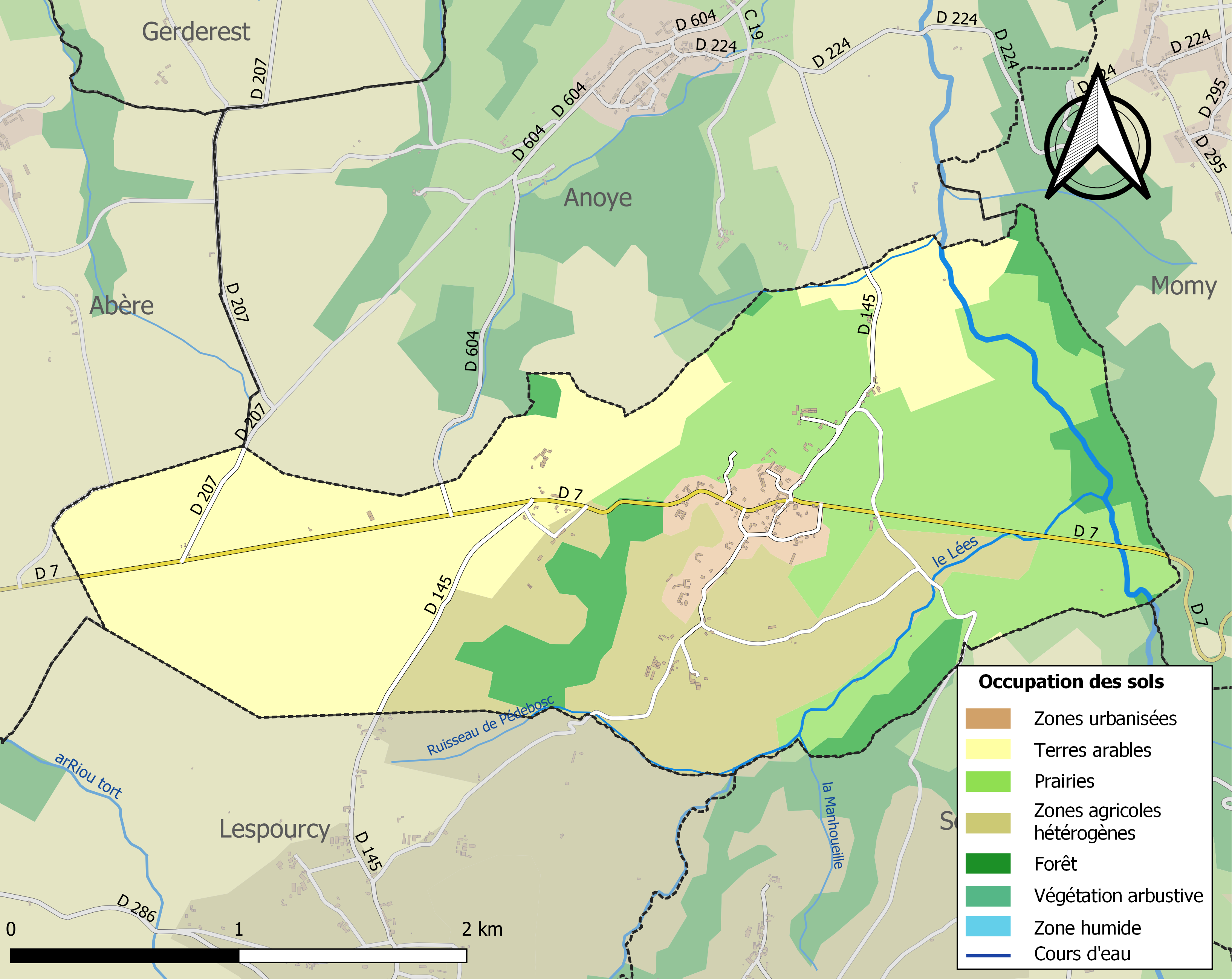
Carte des infrastructures et de l'occupation des sols de la commune en 2018 (CLC).

L'occupation des sols de la commune, telle qu'elle ressort de la base de données européenne d’occupation biophysique des sols Corine Land Cover (CLC), est marquée par l'importance des territoires agricoles (86,8 % en 2018), une proportion identique à celle de 1990 (86,8 %). La répartition détaillée en 2018 est la suivante : 
terres arables (35,8 %), prairies (29,2 %), zones agricoles hétérogènes (21,7 %), forêts (9,3 %), zones urbanisées (3,9 %). L'évolution de l’occupation des sols de la commune et de ses infrastructures peut être observée sur les différentes représentations cartographiques du territoire : la carte de Cassini (XVIIIe siècle), la carte d'état-major (1820-1866) et les cartes ou photos aériennes de l'IGN pour la période actuelle (1950 à aujourd'hui).

### Lieux-dits et hameaux
- Balespouey[6]
- Baradat[6]
- Berbouly[6]
- Capcazaux[6]
- Capsus (landes de)[6]
- Castille[24]
- la Caussade[6]
- Clos[25]
- Dujardin[6]
- Guilhas[6]
- Hourpelat[6]
- Jeandavid[26]
- Jouanolou[6]
- la Moulère[6]
- Noau[6]
- Pucheu[6]
- Puyo[6]
- Sarthou[27]
- Tisné[6]
- Trémoulets[6],[28]
- Vignau[6]

### Voies de communication et transports
Baleix est desservie par les routes départementales D 7 et D 145.

### Risques majeurs
Le territoire de la commune de Baleix est vulnérable à différents aléas naturels : météorologiques (tempête, orage, neige, grand froid, canicule ou sécheresse), inondations et séisme (sismicité modérée). Il est également exposé à un risque technologique,  le transport de matières dangereuses. Un site publié par le BRGM permet d'évaluer simplement et rapidement les risques d'un bien localisé soit par son adresse soit par le numéro de sa parcelle.

#### Risques naturels
Certaines parties du territoire communal sont susceptibles d’être affectées par le risque d’inondation par une crue à  débordement lent de cours d'eau, notamment le Léez. La commune a été reconnue en état de catastrophe naturelle au titre des dommages causés par les inondations et coulées de boue survenues en 1982 et 2009,.

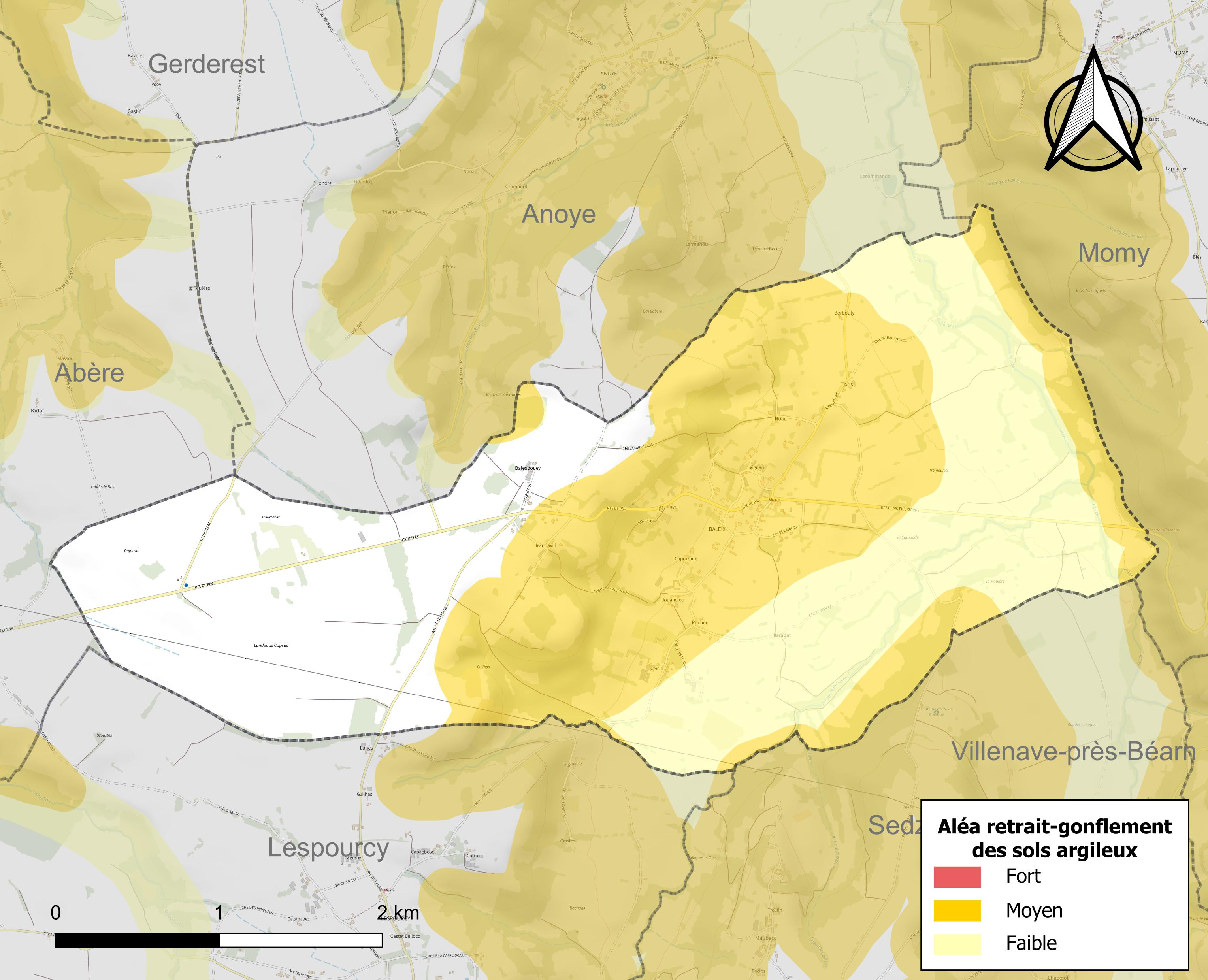
Carte des zones d'aléa retrait-gonflement des sols argileux de Baleix.

Le retrait-gonflement des sols argileux est susceptible d'engendrer des dommages importants aux bâtiments en cas d’alternance de périodes de sécheresse et de pluie. 44,6 % de la superficie communale est en aléa moyen ou fort (59 % au niveau départemental et 48,5 % au niveau national). Depuis le 1er octobre 2020, en application de la loi ELAN, différentes contraintes s'imposent aux vendeurs, maîtres d'ouvrages ou constructeurs de biens situés dans une zone classée en aléa moyen ou fort,.

## Toponymie
Le toponyme Baleix apparaît sous les formes Bales (XIe siècle, cartulaire de Lescar), 
Balas (XIIe siècle, d'après Pierre de Marca), 
Balestoos (XIIIe siècle, fors de Béarn), 
Baleixs et Balesis (respectivement 1385 et 1402, censier de Béarn), 
Baleyxs, Balechs et Balex (respectivement 1538 pour les deux premières formes et 1548, réformation de Béarn) et 
Baleix, (XVIIIe siècle, carte de Cassini).
Son nom béarnais est Balèish ou Balèch.
Étymologiquement, Baleix vient du gascon Balèch qui signifie « plateau ».
Les toponymes Abarades et Abats sont mentionnés en 1863 (dictionnaire topographique Béarn-Pays basque).
Les Artics était un écart de Baleix, mentionné en 1769 dans le terrier de Baleix.
Le hameau la Bielle est mentionné en 1863 par le dictionnaire topographique, tout comme la Haille (Hailhe en 1769 dans le terrier de Baleix), le Pimi (Lou Pimy dans le terrier de 1769), la Lanusse, Trémoulets (sous la forme Le Trémoulet). Le même dictionnaire signale les écarts Peyreblanque et la Vignasse.
Les Plagnius est un écart cité sous les graphies Plagniux et le Plagniu en 1769, (terrier de Baleix). D'autres hameaux, Gaguette, le Turocq de Naudy, et la Turbecolle (la Turequolle en 1769 dans le terrier de Baleix) apparaissent dans le dictionnaire de 1863.

## Histoire
Paul Raymond note que Baleix comptait en 1385 vingt-deux feux et dépendait du bailliage de Pau. Ce fief ressortait à la vicomté de Béarn.
L'occupation de la commune est ancienne puisqu'on y a découvert un camp retranché entouré d'un fossé avec des restes visibles de terrassements.
Pendant la période médiévale, la commune était membre de la commanderie de l'ordre de Malte de Caubin et Morlaàs.

## Politique et administration
| Période                                  | Période  | Identité          | Étiquette | Qualité |
| ---------------------------------------- | -------- | ----------------- | --------- | ------- |
| 1995                                     | 2001     | Jean Balespouey   |           |         |
| 2001                                     | 2008     | Gérard Balespouey |           |         |
| 2008                                     | En cours | Vincent Roustaa   | DVD       | Employé |
| Les données manquantes sont à compléter. |          |                   |           |         |

### Intercommunalité
Baleix fait partie de quatre structures intercommunales :
- la communauté de communes du Nord-Est Béarn ;
- le SIVOM du canton de Montaner ;
- le syndicat d'énergie des Pyrénées-Atlantiques ;
- le syndicat intercommunal d’alimentation en eau potable Luy - Gabas - Léès.

## Population et société

### Démographie
Le gentilé est Baleichois.
L'évolution du nombre d'habitants est connue à travers les recensements de la population effectués dans la commune depuis 1793. Pour les communes de moins de 10 000 habitants, une enquête de recensement portant sur toute la population est réalisée tous les cinq ans, les populations de référence des années intermédiaires étant quant à elles estimées par interpolation ou extrapolation. Pour la commune, le premier recensement exhaustif entrant dans le cadre du nouveau dispositif a été réalisé en 2006.

En 2022, la commune comptait 131 habitants, en évolution de −8,39 % par rapport à 2016 (Pyrénées-Atlantiques : +3,78 %, France hors Mayotte : +2,11 %).
| 1793 | 1800 | 1806 | 1821 | 1831 | 1836 | 1841 | 1846 | 1851 |
| ---- | ---- | ---- | ---- | ---- | ---- | ---- | ---- | ---- |
| 301  | 290  | 348  | 358  | 428  | 413  | 451  | 450  | 443  |

| 1856 | 1861 | 1866 | 1872 | 1876 | 1881 | 1886 | 1891 | 1896 |
| ---- | ---- | ---- | ---- | ---- | ---- | ---- | ---- | ---- |
| 432  | 388  | 396  | 372  | 368  | 375  | 328  | 320  | 282  |

| 1901 | 1906 | 1911 | 1921 | 1926 | 1931 | 1936 | 1946 | 1954 |
| ---- | ---- | ---- | ---- | ---- | ---- | ---- | ---- | ---- |
| 280  | 270  | 251  | 202  | 201  | 194  | 176  | 158  | 156  |

| 1962 | 1968 | 1975 | 1982 | 1990 | 1999 | 2006 | 2011 | 2016 |
| ---- | ---- | ---- | ---- | ---- | ---- | ---- | ---- | ---- |
| 152  | 141  | 150  | 126  | 122  | 120  | 126  | 143  | 143  |

| 2021 | 2022 | - | - | - | - | - | - | - |
| ---- | ---- | - | - | - | - | - | - | - |
| 135  | 131  | - | - | - | - | - | - | - |

Baleix fait partie de l'aire d'attraction de Pau.

## Culture locale et patrimoine

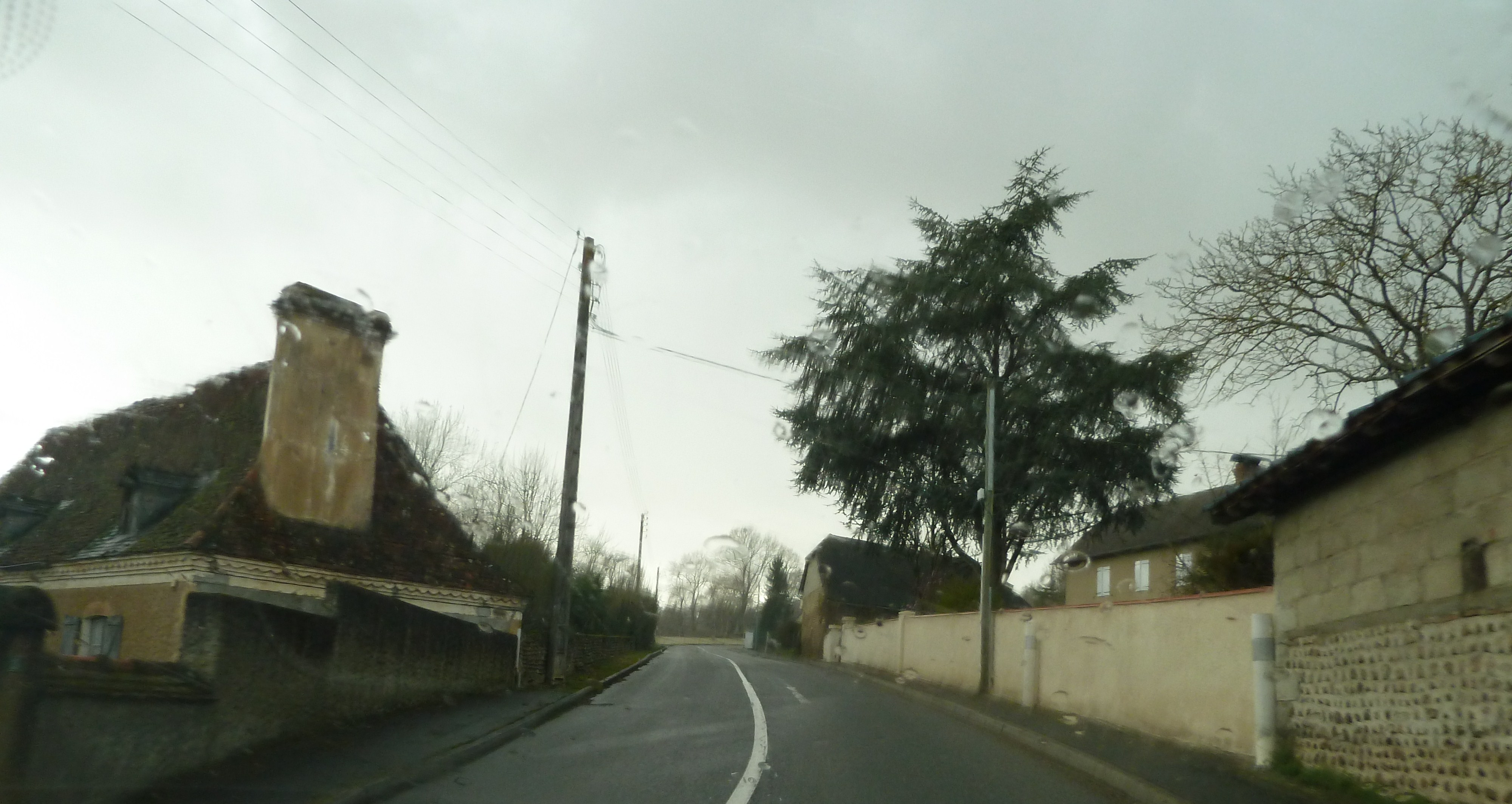
Le village.
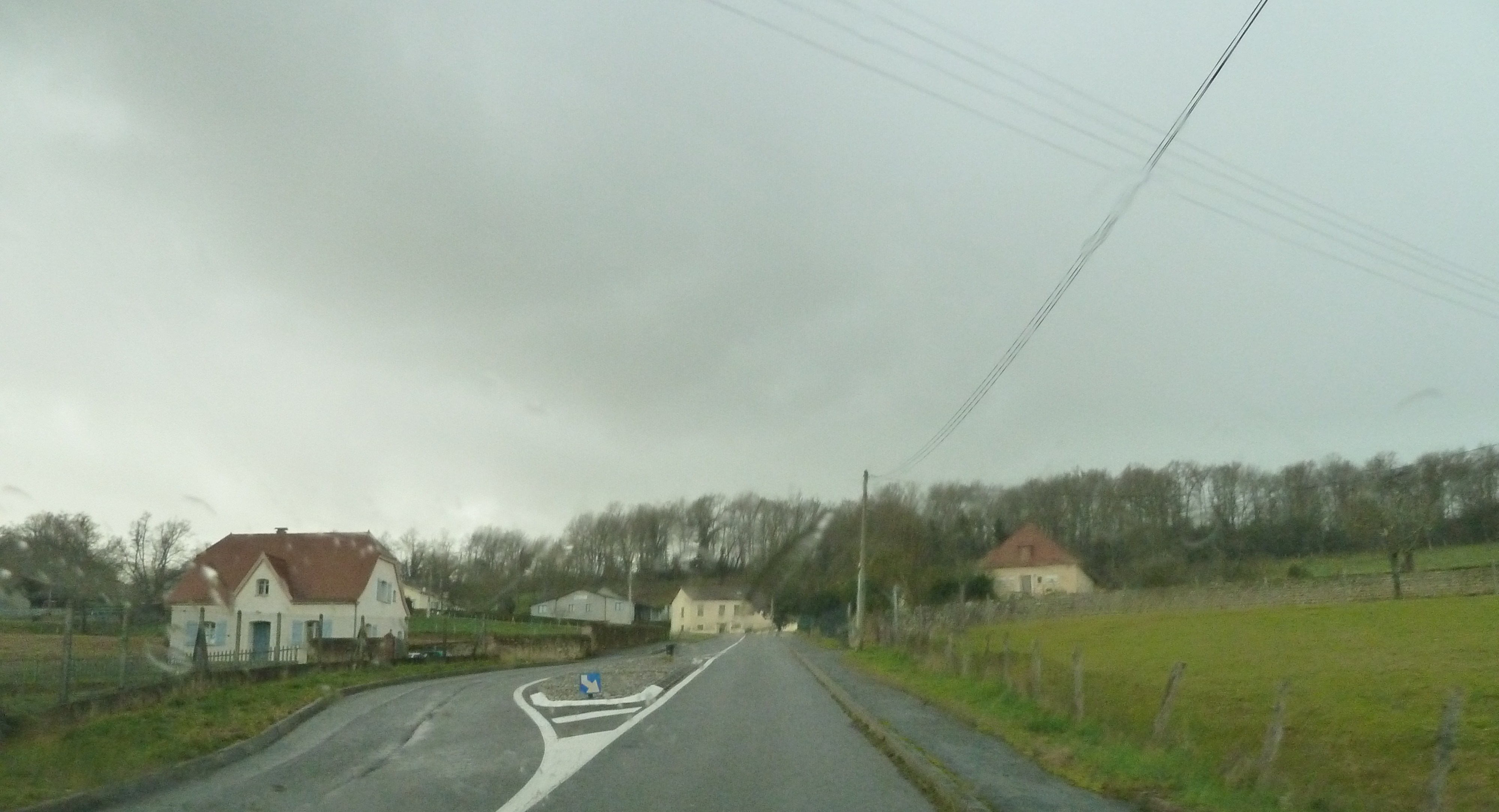
Autre vue du village.

### Patrimoine civil
Baleix présente un ensemble de maisons et de fermes,,,,,, des XVIIIe et XIXe siècles, inscrites à l'Inventaire général du patrimoine culturel.

### Patrimoine religieux
L'église Saint-Martin date partiellement du XIIe siècle. Elle recèle du mobilier (des lambris de revêtement,, un maître-autel et son retable,,, deux reliefs sculptés représentant des anges adorateurs, des fauteuils de célébrant,, un bénitier de milieu, une cuve baptismale à infusion, un confessionnal, des retables de sainte Lucie et de saint Roch, deux gradins d'autel, un ensemble d'autels secondaires, deux bras de lumière, un tabernacle à ailes, un autel tombeau et deux retables), un tableau, des statues (un saint évêque, deux bustes d'anges, deux statuts représentant sainte Lucie et saint Roch, deux anges adorateurs, deux statues en pendant, un ensemble de six statuettes représentant quatre saintes et deux anges et une Vierge à l'Enfant) et des objets (six chandeliers, une croix de sacristie, un chandelier pascal, une croix de procession, deux croix d'autel, plusieurs ensembles de chandeliers d'autel,, et un ostensoir) inscrits à l'inventaire général du patrimoine culturel. Un portail en marbre gris et une croix de cimetière sont également référencés.

## Équipements

### Sports et équipements sportifs
En 2005 et 2007, la commune a été traversée par les concurrents du Tour de France.

## Pour approfondir